# Zope
Zope是用Python编写的一个开源、面向对象的Web应用服务器。Zope代表着“Z对象发布环境”，并且是第一个系统使用了新的通用对象发布方法的框架。Zope被认为是Python的一个杀手级应用，是曾帮助Python走到聚光灯下的一个应用。
在过去的几年中，Zope社区发布了几个不同类型的Web框架，但是它们分享着哲学、人群和源代码。Zope 2仍是应用最广泛的框架，这主要得益于Plone内容管理系统运行于Zope 2之上。BlueBream（早先被称作Zope 3）应用较Zope 2要少，但也有许多网站运行于其上，包括Launchpad。基于Zope工具箱技术的Grok，是以成为对程序员更加友好框架的目标而开发的。在2009年Pyramid作为以Zope的原理为基础的极简主义框架而受到Zope社区的注意。

## 简介
它是一个事务型的对象数据库平台。Zope除了能储存内容，数据外，还能存放动态的HTML模板、脚本、搜索引擎、关系数据库管理系统（RDBMS）接口和代码。Zope裡的一切都是对象。它有一个强大的基于web的在线开发模板，让使用者能在世界上任何地方，任何时间方便地更新自己的网站。作为对以上功能的安全保障，Zope提供了一个集成的安全模型，能方便对数据库的内容进行分层授权管理。可以把个人的内容分配给个人用户管理，部门的内容分配给部门管理员管理，整个网站的内容由系统管理员管理。现在基于Zope平台已开发出了大量的产品，能方便地嵌入Zope中以扩展它的基本功能。

## BlueBream
Zope3是一个重新设计的Web开发架构，其中采用组件和接口技术，以实现Web应用的快速开发和布署。在2010年1月重命名为“BlueBream”。

## Zope 4
在2017年后期，Zope 4开始了开发。 Zope 4是Zope 2.13的后继者，进行了很多不后向兼容于Zope 2的变更。

## Zope 5
Zope 5发行于2020年。